# Распутник (фильм, 2004)
«Распу́тник» (англ. The Libertine) — режиссёрский дебют Лоуренса Данмора, экранизация истории одного из самых неоднозначных и противоречивых исторических персонажей XVII века Джона Уилмота, 2-го графа Рочестера (1647—1680).

## Сюжет
Джон Уилмот, 2-й граф Рочестер — поэт, политик, плейбой, бисексуал — был фаворитом Карла II. Из-за своего безрассудного поведения он неоднократно лишался покровительства монарха.
Вернувшись из очередного заключения, Уилмот попадает на премьеру в театр, где публика освистывает молодую и неопытную актрису Элизабет Барри. Договорившись о том, чтобы её оставили в театре, Уилмот предлагает ей уроки актёрского мастерства. В отличие от большинства окружающих Уилмота женщин, Элизабет не даёт ему сразу шансов на отношения. Уилмот восхищается Элизабет и продолжает испытывать к ней чувства до конца своих дней.
В это же время Карл II просит Уилмота написать и поставить пьесу, которая бы подняла престиж Карла и помогла ему решить многочисленные проблемы во внутренней и внешней политике. Граф сочиняет и ставит пьесу, равной которой по пошлости и сарказму вряд ли можно найти. В результате он дожидается того, что Карл II прерывает спектакль и начинает гонения на графа.
Уилмот 6 месяцев скрывался под гримом, зарабатывая на жизнь уличными выступлениями и фокусами. Однако, когда Карлу вновь требуется помощь своего строптивого подданного, его мигом отыскивают.
Джон Уилмот, находясь на тяжёлой стадии развития сифилиса, даёт блистательную речь в парламенте, результатом которой является отказ от принятия билля о выборности монарха.
В конце фильма Джон умирает, и последними кадрами нам напоминают о днях его былой беспечности.

## В ролях
| Актёр          | Роль                           |
| -------------- | ------------------------------ |
| Джонни Депп    | Джон Уилмот, 2-й граф Рочестер |
| Джон Малкович  | Карл II                        |
| Саманта Мортон | Элизабет Барри                 |
| Розамунд Пайк  | Элизабет Малет                 |
| Руперт Френд   | Билли Даунс                    |
| Пол Риттер     | Чиффинч                        |
| Том Холландер  | Джордж Этеридж                 |
| Джек Дэвенпорт | Харрис                         |
| Ричард Койл    | Олкок                          |
| Келли Райлли   | Джейн                          |
| Клэр Хиггинс   | Молли                          |

## Интересные факты
- Сценарий к фильму написан Стивеном Джеффризом на основе его собственной пьесы, которая идёт на сцене лондонского театра Royal Court.
- Роль Рочестера на театральной сцене исполнял Джон Малкович, который в фильме играет роль короля Карла II.
- Костюмы для фильма изготовил постоянный костюмер Питера Гринуэя, а музыку написал практически постоянный его композитор.
- Съёмки фильма проходили на острове Мэн.